# Ares V
Die Ares V war eine in der Entwicklung befindliche US-amerikanische Trägerrakete aus der Reihe Ares. Sie wurde speziell für Starts des Mondlandemoduls Altair entwickelt, sollte jedoch auch für andere unbemannte Missionen eingesetzt werden. In ihrer gegenwärtigen Konfiguration wäre es der Ares V möglich gewesen, bis zu 188 Tonnen in einen niedrigen Erdorbit oder 71 Tonnen zum Mond zu befördern. Zusammen mit ihrer Schwesterrakete Ares I war sie Teil des Constellation-Programms der NASA. Am 1. Februar 2010 wurde die Einstellung des Constellation-Programms bekanntgegeben.

## Technik

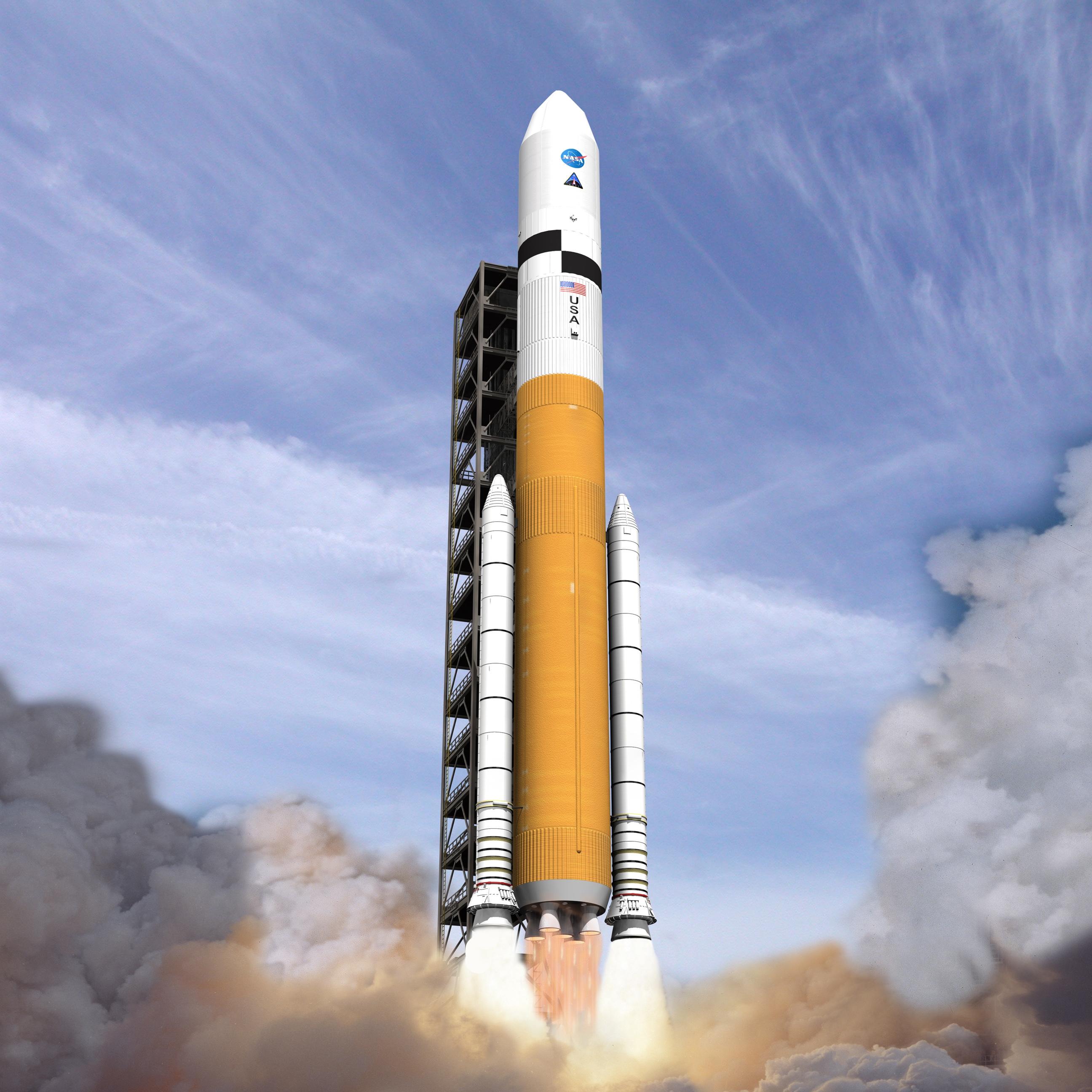
Start einer Ares V (Computergrafik)

Die Ares V basiert auf zwei Stufen, welche beide mit flüssigem Wasserstoff und flüssigem Sauerstoff betrieben werden. Die erste Stufe verwendet diesen Treibstoff in sechs RS68B-Triebwerken, welche zusätzlich durch zwei Feststoffraketen ähnlich derer des Space Shuttle unterstützt werden. Während ihres rund zweiminütigen Einsatzes verbrennen sie Ammonium Perchlorate Composite Propellant, ein Gemisch, welches Ammoniumperchlorat als Oxidator und Aluminium als Treibstoff verwendet. Sie werden nach dem Flug geborgen und falls möglich wiederverwendet. Die Tanksektion ähnelt im Aufbau dem Außentank des Space Shuttle, wurde jedoch im Durchmesser vergrößert, um mehr Treibstoff fassen zu können. Die Booster werden von Alliant Techsystems nahe Brigham City (Utah) produziert und gewartet. Die RS68B-Triebwerke werden von Pratt & Whitney Rocketdyne hergestellt. 
Die zweite Stufe, die sogenannte Earth Departure Stage (EDS), wird durch ein ebenfalls von Rocketdyne produziertes J-2X-Triebwerk angetrieben und bringt die Nutzlast in einen niedrigen Erdorbit. Das J-2X-Triebwerk basiert auf dem J-2-Raketentriebwerk der Oberstufe der Saturn V. Von dort aus kann die EDS ihr Triebwerk erneut zünden und die Nutzlast in einen höheren Orbit, auf Kurs Richtung Mond oder auf eine Fluchtbahn bringen.

## Entwicklungsgeschichte
Die Planung der Ares V begann zeitgleich mit der Ares 1, wurde jedoch in einem erheblich langsamerem Tempo vorangetrieben, da die Rakete erst ab 2018 benötigt würde. Trotzdem wurden bereits erste Änderungen am Konzept vorgenommen. So wurden die ursprünglich vier geplanten SSME-Triebwerke zunächst durch fünf RS68B-Triebwerke ersetzt, um die Leistung zu erhöhen und Kosten zu reduzieren. Da die Leistung nicht ausreichte, fügte man 2006 ein sechstes Triebwerk hinzu und veränderte die Größe der Erststufe.

## Startplatz
Es wurden nur Starts von Launch Complex 39A des Kennedy Space Centers geplant.